# Ардоч (Северна Дакота)
Ардоч (енгл. Ardoch) град је у америчкој савезној држави Северна Дакота.

## Демографија
По попису из 2010. године број становника је 67, што је 6 (9,8%) становника више него 2000. године.
| Група             | 2000.      | 2010.      |
| Белци             | 26 (42,6%) | 37 (55,2%) |
| Афроамериканци    | 0 (0,0%)   | 0 (0,0%)   |
| Азијати           | 0 (0,0%)   | 0 (0,0%)   |
| Хиспаноамериканци | 33 (54,1%) | 30 (44,8%) |
| Укупно            | 61         | 67         |